# مارفن بيرك
مارفن بيرك (بالإنجليزية: Marvin Burke)‏ هو مهندس أمريكي، ولد في 15 مارس 1918 في بيتسبورغ في الولايات المتحدة، وتوفي في 23 فبراير 1994.